# Pribac
Pribac je priimek več znanih Slovencev:
- Albert Pribac, podjetnik?
- Bert Pribac, pesnik in bibliotekar
- Emil Pribac, pesnik
- Igor Pribac, filozof
- Simon Pribac, glasbenik, pevec